# Nephrolepis flexuosa
Nephrolepis flexuosa là một loài dương xỉ trong họ Nephrolepidaceae. Loài này được Col. mô tả khoa học đầu tiên năm 1888.
Danh pháp khoa học của loài này chưa được làm sáng tỏ. 